# Your Man
Your Man è il secondo album in studio del cantante di musica country statunitense Josh Turner, pubblicato nel 2006.

## Tracce
1. Would You Go with Me – 3:49
2. Baby's Gone Home to Mama – 3:07
3. No Rush – 4:08
4. Your Man – 3:33
5. Loretta Lynn's Lincoln – 3:56
6. White Noise (feat. John Anderson) – 3:24
7. Angels Fall Sometimes – 2:59
8. Lord Have Mercy on a Country Boy – 3:07
9. Me and God (feat. Ralph Stanley) – 3:01
10. Gravity – 3:39
11. Way Down South – 4:53